# Mariona Cuadrada
Mariona Quadrada (Reus (Tarragona), 1956) es una escritora y cocinera española.

## Biografía
Se licenció en filología catalana en 1979 por la Universidad de Barcelona. En 1984 creó la escuela de cocina Taller de Cuina Mariona Cuadrada en Reus y, desde entonces, se dedica a la docencia culinaria. En 1996 presentó la ponencia «El Paisatge de Secà» en el ámbito del 2.º Congreso Catalán de la Cocina. 
Ha publicado más de cuarenta libros de cocina, ha participado en múltiples proyectos para instituciones, programas de radio, televisión y escribe artículos para diversas publicaciones. Sus últimos libros publicados son Peix, marisc i bacallà, un regal de l'aigua(Cossetània, 2006) y Amanides, la frescor de la terra (Cossetània, 2008).
En 2017 fue denunciada por tres miembros del partido político Ciutadans, por haberles llamado "assassins" (asesinos), el 3 de octubre junto con una muchedumbre congregada frente al Hotel Gaudí de Reus. En mayo de 2019, la jueza encargada archivó la causa por un posible delito de odio, al considerar que "la conducta denunciada no es constitutiva de un delito de incitación al odio, la violencia o la discriminación por el que se formuló denuncia".